# Battaglia di Laiazzo
La battaglia di Laiazzo, avvenuta il 27 maggio 1294, fu un episodio del più vasto conflitto che vide contrapporsi la Repubblica di Venezia e la Repubblica di Genova nei secoli XII-XV.

## Antefatto
La tregua concordata a Cremona nel 1270 fra le tre città di Pisa, Genova e Venezia, garantita da francesi e catalani e pretesa dal papato data la crociata in corso, si era dimostrata fragile, poco più di una sospensione formale delle ostilità. Tanto che Genova rinnoverà nel 1275 il Ninfeo, anti veneziano per definizione, e regolerà definitivamente i conti con Pisa alla Meloria nel 1284, eliminandola dal gioco.
Il quadro è di un conflitto strisciante fra i due contendenti rimasti, agito con attività di corsa o con baruffe oltremare, finalizzato soprattutto al controllo degli Stretti quindi alla navigazione nel Ponto con i suoi ricchi mercati di Gazaria, dove la "pax mongolica"  aveva creato allo scadere del XI secolo una prosperosa area commerciale che sostituiva con nuove opportunità quella perduta nella zona siriaca.

## Svolgimento
Nel 1293 quattordici galee grosse salpate da Venezia, formalmente per scortare un convoglio mercantile, fanno invece rotta su Cipro e a Limassol colpiscono la base genovese e ne danneggiano la torre. Alla notizia dei fatti, la flotta genovese di Romania, dopo uno scalo a Costantinopoli, passa gli Stretti diretta verso Cipro.
Durante la navigazione, i genovesi incrociano una galea cipriota, armata da siriani con veneziani e pisani che quindi abbordano, trovandovi Ottone di Grandson, un importante cavaliere inglese che tenta una mediazione, forte del suo prestigio. Il tentativo non ha successo, lo scontro era inevitabile.
Il 27 maggio 1294 davanti alla rada di Laiazzo si affrontano le flotte di Venezia, con 32 galee al comando di Marco Basilio, e di Genova, con 17 galee più un legno minore al comando di Niccolò Spinola.
I genovesi, in forte inferiorità numerica, attuano la manovra di infranellatura e si dispongono a ricevere l'attacco davanti al porto con le spalle coperte.
I veneziani attaccano quindi a voga arrancata, tentando di rompere lo schieramento utilizzando anche dei brulotti, ammainando le vele mantenendo però gli alberi parzialmente montati e le antenne alte per essere pronti ad inseguire in vantaggio gli avversari, dei quali, data la loro superiorità numerica, presumevano la fuga.
Probabilmente fu anche questa modalità di schieramento una delle cause della sconfitta subita; infatti i genovesi resistettero senza sciogliere la formazione e i veneziani si ritrovarono con molte galee di fianco per forza di vento senza riuscire così a speronare i legni nemici.
La battaglia durò tutta la giornata, caratterizzata anche dal lancio di proiettili, segno della presenza di macchine belliche a bordo, per finire con la superiorità numerica di Venezia vanificata dalla vittoria di Genova, che prese 25 galee e numerosi prigionieri.
Secondo il domenicano Jacopo d'Acqui, fra i prigionieri catturati dai genovesi vi sarebbe stato anche Marco Polo; secondo altri, invece, Polo sarebbe stato catturato nel successivo scontro di Curzola del 1298, anch'esso vinto, con una manovra analoga, dalla flotta di Genova, al comando di Lamba Doria, su quella del veneziano Andrea Dandolo.

## Conseguenze
La battaglia si inserisce come fatto d'arme non definitivo, anzi: i due contendenti corrono ai rinforzi in previsione di un conflitto decisivo che, nonostante le minacce pontificie o tentativi di mediazione di varia estrazione, entrambi cercavano, con conseguenze importanti. Secondo Jacopo da Varagine, Genova arriverebbe ad armare 165 galee per 45 000 uomini, pur dilaniata dalle lotte interne. Ed è ai fuoriusciti, come i Grimaldi a Monaco, che Venezia inizia a guardare, iniziando altresì quel processo di riassetto oligarchico che la porterà, nel 1297, alla serrata del Consiglio.
Vari episodi con varie fortune si succedono, come l'incendio di Pera o la battaglia di Curzola, fino alla pace patrocinata dal Vicario Imperiale Matteo Visconti nel 1299, ma con il solo risultato di prostrare le due città con perdite ingenti e blocchi ai commerci, senza che nessuna delle due riesca a prevalere definitivamente, eliminando l'avversario dalle proprie rotte.
Presto riprenderanno gli scontri e la rivalità non risolta da guerre né da paci sarà una costante per tutte e quattro le guerre ufficiali e i numerosi conflitti minori che hanno visto la città tirrenica e quella adriatica contrapporsi da San Saba nel 1256 fino alla Pace di Genova del 1406.
Altri eventi, come le prime rotte atlantiche a ponente o l'affermarsi della potenza ottomana con la caduta stessa di Costantinopoli nel 1453 a levante, sanciranno una pace davvero definitiva perché priva di interessi in conflitto, con le due Repubbliche costrette a reinventarsi: sulla finanza Genova e sulle proprietà territoriali Venezia.